# 囲碁十訣
囲碁十訣（圍棋十訣、いごじっけつ）は、囲碁の心構えを説いた、中国古より伝わる10の格言。唐代の名手王積薪の作と伝えられるが、北宋時代の作とする説もある。
宋代の詰碁集『玄玄碁経』の序の部に王積薪作として収められ、その後の多くの棋書にも収録された。南唐の高官から北宋の太祖に仕えて碁の相手を務めた、潘慎修が太祖に献上した書物『棋説』の中で、「十要」として記した碁の原理が囲碁十訣であるとも言われる。
「碁経十三篇」（囲碁九品を含む）や、「碁法四篇」などと並んで、古典的な囲碁論の代表的なものの一つとなっている。本因坊秀策は十訣の書を石谷広策に残し、これが後に打碁集『敲玉余韵』の冒頭に掲げられた。
十訣と大意
1. 不得貪勝（貪って勝とうとしてはいけない）
2. 入界宜緩（敵の勢力圏では緩やかにすべし）
3. 攻彼顧我（攻める時には自分を顧みよ）
4. 棄子争先（石を捨てて先手を取れ）
5. 捨小就大（小を捨て大を取れ）
6. 逢危須棄（危険になれば捨てるべし）
7. 慎勿軽速（足早になりすぎるのは慎め）
8. 動須相応（敵の動きに応じるべし）
9. 彼強自保（敵が強ければ自らを安全にすべし）
10. 勢孤取和（孤立している時には穏やかにすべし）

（注）一の「不得貪勝」を日本で「貪れば勝ちを得ず」と訳して、「貪不得勝」と誤記する場合がある。
また後世にはこれに倣って、新囲碁十訣なども種々考案されている。